# Oberhausen
Oberhausen (in basso tedesco Overhus o Owerhuusen) è una città extracircondariale tedesca di 208 752 abitanti, situata nel Land della Renania Settentrionale-Vestfalia. È a 30 km a nord di Düsseldorf.

## Monumenti e luoghi d'arte
- Il Gasometro - altezza 117,5 m - è attualmente una sala d'esposizione. Un'esposizione di Christo e Jeanne-Claude, intitolata The Wall, si è ui svolta nel 1999, mentre nel 2003 è stata la volta di un'esposizione video di Bill Viola, dal titolo Five Angels for the Millennium.

- Il museo del Castello di Oberhausen mostra un'esposizione permanente di arte moderna dalla Raccolta Ludwig.

## Eventi culturali
La città di Oberhausen ospita dal 1954 l'Internationale Kurzfilmtage Oberhausen, uno dei più antichi e importanti festival del cortometraggio del mondo.

## Sport
Il Rot-Weiß Oberhausen è il club calcistico principale cittadino, che milita attualmente nella quarta divisione tedesca, ossia nella Regionalliga West.

## Amministrazione

### Gemellaggi
Oberhausen è gemellata con:
- Middlesbrough, dal 1974
- Zaporižžja, dal 1986
- Iglesias, dal 2002
- Carbonia, dal 2002
- Mersin
- Magdeburgo
- Freital